# Beatrix van Brabant
Beatrix van Brabant of Beatrix van Kortrijk (Leuven, omstreeks 1225 - Kortrijk, 13 november 1288) was een dochter van Hendrik II van Brabant. Zij was gehuwd met landgraaf Hendrik Raspe en met graaf Willem II van Vlaanderen. Beatrix nam het initiatief tot de oprichting van de Groeningeabdij in Kortrijk.

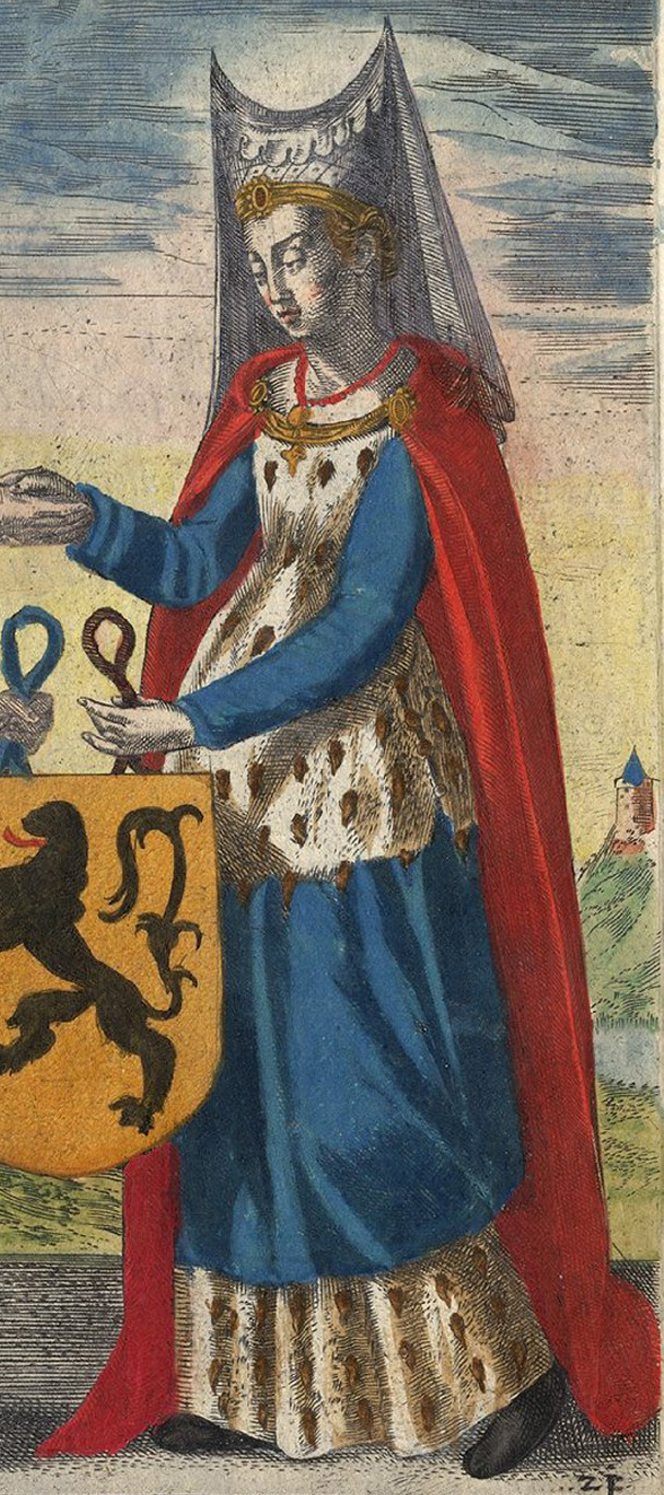

## Levensloop
Beatrix was het derde kind en de tweede dochter van hertog Hendrik II van Brabant en Maria van Zwaben.
In 1241 huwde zij met Hendrik Raspe, die in dat jaar zijn vader Herman I van Thüringen opvolgde als landgraaf van Thüringen. Voor de landgraaf was het zijn derde huwelijk nadat zijn vorige twee huwelijken kinderloos bleven. In 1246 werd Raspe verkozen tot tegenkoning van keizer Frederik II van het Heilige Roomse Rijk. Ook dit huwelijk bleef kinderloos en Hendrik stierf op 16 februari 1247.
In augustus van datzelfde jaar hertrouwde  Beatrix  met Willem III van Dampierre, de oudste zoon en toekomstig opvolger van Margaretha van Constantinopel die gravin van Vlaanderen en van Henegouwen was. In 1248 namen ze samen het kruis op om aan de Zevende Kruistocht te beginnen maar op vraag van haar echtgenoot bleef Beatrix achter in Vlaanderen. Willem keerde in 1250 terug maar overleed het jaar nadien in 1251 aan de verwondingen die hij opliep tijdens een steekspel in Trazegnies. Ook dit huwelijk bleef kinderloos en zijn jongere broer Gwijde van Dampierre werd de nieuwe troonopvolger van zijn moeder.
Voor de tweede maal weduwe geworden, trok Beatrix zich terug op haar kasteel in Kortrijk waar zij haar dagen doorbracht in gebed en zich toewijdde aan de literatuur en de kunst. Haar kasteel werd een toevluchtsoord voor de troubadours die zij een warm hart toedroeg.
Omstreeks 1265 besloot Beatrix om de gesloten abdij van Rodenburg (Kortrijk) te  Marke over te brengen naar het gebied Groeninge, dicht bij de Kortrijkse stadswallen. Door de onenigheid met de Sint-Maartenskerk en de Onze-Lieve-Vrouwekerk kreeg de abdij het moeilijk om zichzelf te bewijzen en zou het nog jaren duren eer er een overeenkomst zou bereikt worden zodat tot de bouw zou kunnen overgegaan worden. Het complex werd gebouwd in de periode 1285-1286 met de financiële steun van Beatrix die haar bezittingen in 1284 door bemiddeling van Karel van Anjou had kunnen veilig stellen na de aanspraak die de nieuwe graaf van Vlaanderen, haar schoonbroer Gwijde van Dampierre, erop maakte. Voor de oprichting van de Groeningeabdij kreeg Beatrix de steun van Paus Honorius IV. Hij schonk haar in 1285 het beeld van Onze Lieve Vrouw van Groeninge, troosteres der bedrukten.
Toen zij in 1288 stierf werden haar hart en haar ingewanden begraven in de abdijkerk waar een praalgraf voor haar was gebouwd. Na de sluiting van de abdij door de Franse Revolutie, werden haar hart en het beeld van Onze-Lieve-Vrouw van Groeninge overgebracht naar de Sint-Michielskerk. Het paalgraf zelf was er toen al niet meer. De rest van haar lichaam werd begraven in de abdij van Marquette-lez-lille, waar Beatrix met haar tweede echtgenoot in een graf ligt.

## Voorouders
| Voorouders van Beatrix van Brabant | Voorouders van Beatrix van Brabant                                            | Voorouders van Beatrix van Brabant                                            | Voorouders van Beatrix van Brabant                                        | Voorouders van Beatrix van Brabant                                        | Voorouders van Beatrix van Brabant                                                   | Voorouders van Beatrix van Brabant                                                   | Voorouders van Beatrix van Brabant                                | Voorouders van Beatrix van Brabant                                |
| ---------------------------------- | ----------------------------------------------------------------------------- | ----------------------------------------------------------------------------- | ------------------------------------------------------------------------- | ------------------------------------------------------------------------- | ------------------------------------------------------------------------------------ | ------------------------------------------------------------------------------------ | ----------------------------------------------------------------- | ----------------------------------------------------------------- |
| Overgrootouders                    | Godfried III van Leuven (1140-1190) ∞ 1155 Margaretha van Limburg (1135-1172) | Godfried III van Leuven (1140-1190) ∞ 1155 Margaretha van Limburg (1135-1172) | Mattheüs I van de Elzas (1138-1173) ∞ 1150 Maria van Boulogne (1136-1182) | Mattheüs I van de Elzas (1138-1173) ∞ 1150 Maria van Boulogne (1136-1182) | Keizer Frederik I Barbarossa (1122-1190) ∞ 1156 Beatrix I van Bourgondië (1145–1184) | Keizer Frederik I Barbarossa (1122-1190) ∞ 1156 Beatrix I van Bourgondië (1145–1184) | Isaäk II Angelos (-) ∞ Herina (-)                                 | Isaäk II Angelos (-) ∞ Herina (-)                                 |
| Grootouders                        | Hendrik I van Brabant (1160-1235) ∞ Mathilde van Boulogne (+/-1161-1210)      | Hendrik I van Brabant (1160-1235) ∞ Mathilde van Boulogne (+/-1161-1210)      | Hendrik I van Brabant (1160-1235) ∞ Mathilde van Boulogne (+/-1161-1210)  | Hendrik I van Brabant (1160-1235) ∞ Mathilde van Boulogne (+/-1161-1210)  | Filips van Zwaben (1177-1208) ∞ 1197 Irena Angela (1181-1208)                        | Filips van Zwaben (1177-1208) ∞ 1197 Irena Angela (1181-1208)                        | Filips van Zwaben (1177-1208) ∞ 1197 Irena Angela (1181-1208)     | Filips van Zwaben (1177-1208) ∞ 1197 Irena Angela (1181-1208)     |
| Ouders                             | Hendrik II van Brabant (1207-1248) ∞ Maria van Zwaben (1201-1235)             | Hendrik II van Brabant (1207-1248) ∞ Maria van Zwaben (1201-1235)             | Hendrik II van Brabant (1207-1248) ∞ Maria van Zwaben (1201-1235)         | Hendrik II van Brabant (1207-1248) ∞ Maria van Zwaben (1201-1235)         | Hendrik II van Brabant (1207-1248) ∞ Maria van Zwaben (1201-1235)                    | Hendrik II van Brabant (1207-1248) ∞ Maria van Zwaben (1201-1235)                    | Hendrik II van Brabant (1207-1248) ∞ Maria van Zwaben (1201-1235) | Hendrik II van Brabant (1207-1248) ∞ Maria van Zwaben (1201-1235) |
| Beatrix van Brabant (1225-1288)    |                                                                               |                                                                               |                                                                           |                                                                           |                                                                                      |                                                                                      |                                                                   |                                                                   |